# Ностро
Ностро (італ. Nostro conto, від лат. Noster, дос. «наш рахунок») — банківський кореспондентський рахунок, відкритий даним банком у іншому комерційному банку для зарахування сум, що надходять. З цього ж рахунку проводяться платежі за дорученням банку — власника рахунку.
Рахунок «Ностро» відображається у банку-власника в активі, а в обслуговуючого банку-кореспондента — в пасиві балансу. Якщо країна С не має рахунку безпосередньо в банку-кореспонденті FNBA, кошти можуть бути переведені в межах банківської системи країни В за допомогою чека або іншої форми електронного переказу коштів (EFT). У цьому випадку ЦМБ зробить записи на кількох інших рахунках, наприклад, на рахунку одержувача або на кліринговому рахунку в третьому банку, який тримає рахунок С.